# هانيبال (فلم)
هانيبال 2001 هو فيلم من إخراج ريدلي سكوت، المقتبس من رواية توماس هاريس الذي يحمل نفس الاسم. بل هو تتمة لعام 1991 فيلم الحائز على جائزة أكاديمية صمت الحملان التي ترجع انتوني هوبكنز استقبل الجمهور الفيلم بحفاوة شديدة مكنته من جمع 352 مليون دولار من الإيرادات حول العالم. وهو ما يقترب من أربعة أضعاف ميزانية الإنتاج التي بلغت 87 مليون دولار. وقد حصل الفيلم على جائزة أكاديمية أفلام الخيال العلمي والخيال والرعب لأفضل ماكياج. كما ترشح لثلاثة جوائز أخرى من نفس الأكاديمية هي جوائز أحسن فيلم رعب وأحسن ممثل وأحسن ممثلة.

## قصة
في الجزء الثاني من الفيلم الشهير "صمت الحملان"، يظهر شخص ثري يُدعى ميسون فيرجر، وهو أحد ضحايا هانيبال ليكتر الناجين، والذي يسعى وراء الإيقاع به وتعذيبه ثم قتله انتقاما منه. تبدأ المتاعب مرة أخرى حينما يتم اكتشاف ذلك الشخص، مما يؤدي إلى سقوط المزيد من الضحايا، ويعود هانيبال آكل لحوم البشر مرة ثانية إلى الولايات المتحدة؛ حيث يتصل بالعميلة كلاريس ستارلنج التي تعاني من غضب مسؤولي مكتب المباحث الفيدرالية المنافسين، بالإضافة إلى هجمات وسائل الإعلام عليها. وفي غضون ذلك، يتعين على هانيبال مواجهة ميسون فيرجر، وسرعان ما يجد هانيبال نفسه محاصرا بين ذلك الضحية الثري وأتباعه وبين العميلة ستارلنج والسلطات الأمريكية.

## طاقم التمثيل
- انتوني هوبكنز
- جوليان مور
- غاري أولدمان
- راي ليوتا
- جيانكارلو جيانيني

## وصلات خارجية
- الموقع الرسمي
- مقالات تستعمل روابط فنية بلا صلة مع ويكي بيانات
- Unproduced script by David Mamet